# Scarpa di loto

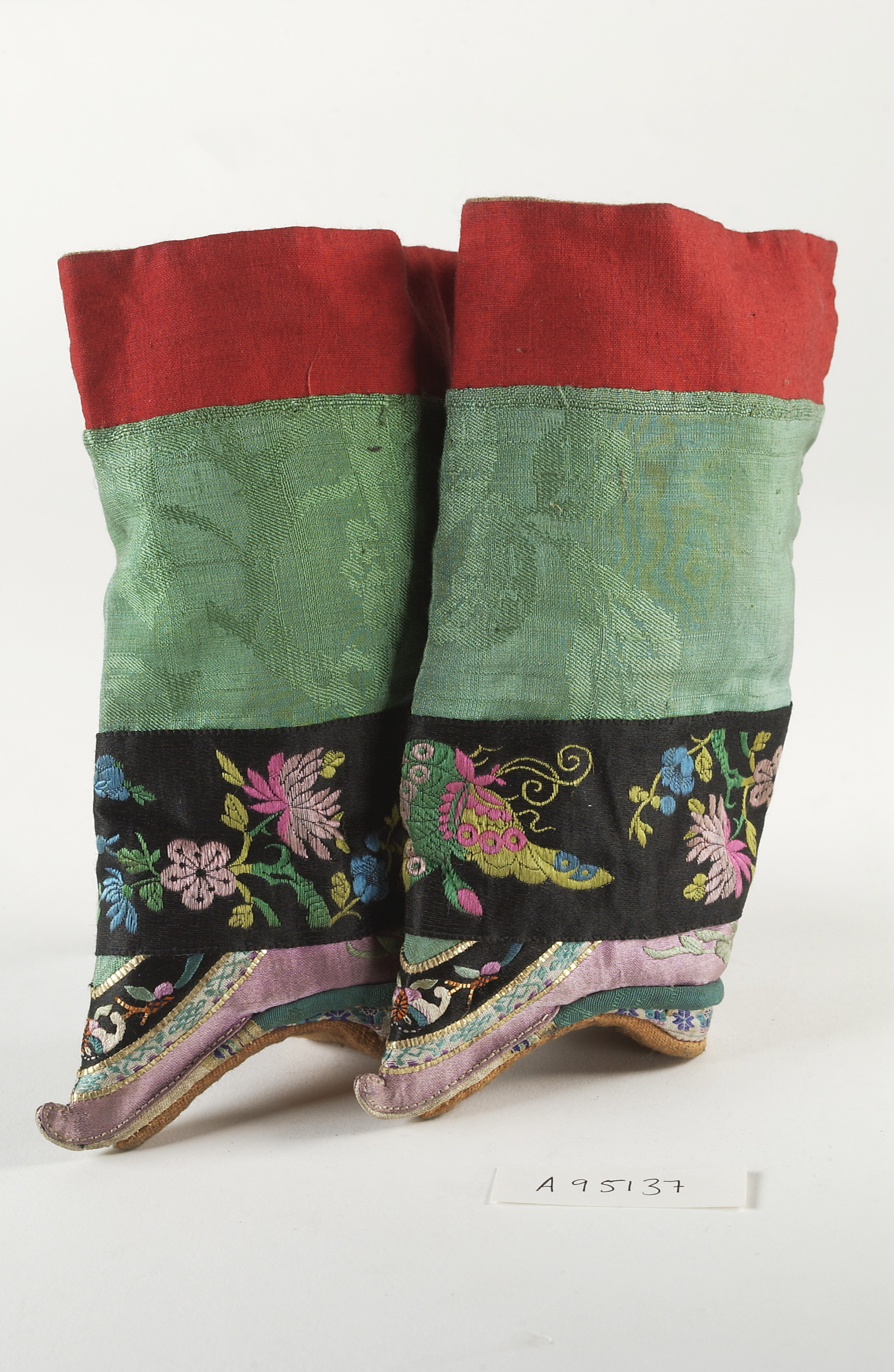
Un paio di scarpe di loto

Scarpa di loto è il nome comunemente dato alle calzature per piedi femminili deformati tipici della tradizione nata con le famiglie aristocratiche han nella Cina del X secolo e durata fino all'inizio del XX secolo. Il termine deriva dal fatto che la denominazione originaria dei piedi femminili bendati nella tradizione cinese era quella di loto d'oro o gigli d'oro.

## Storia

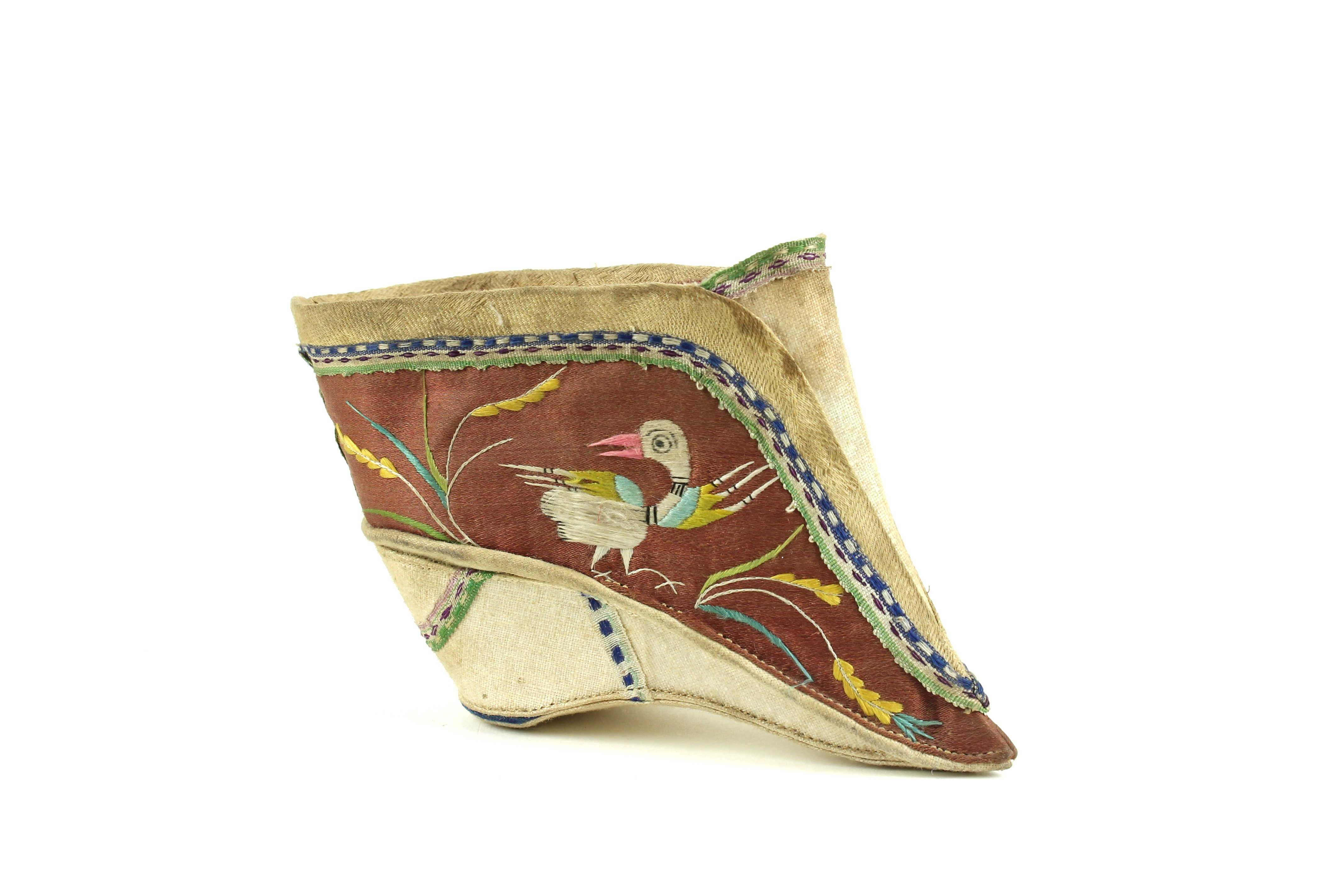
Scarpina cinese scarpa di loto

Le prime scarpe di loto sono state rinvenute in alcune tombe principesche del XII secolo. La tradizione cinese vuole che l'imperatrice, che aveva un piede storto, convinse il marito a rendere obbligatoria per tutte le giovani cinesi, la compressione dei piedi.
Un'altra leggenda narra che l'astuzia di una volpe, che indossò una fasciatura, tentando di celare le proprie zampe per assumere le sembianze umane dell'imperatrice Shang, diede vita a questa nuova moda di corte. 
L'usanza di fasciare i piedi e di indossare scarpe molto piccole raggiunse la sua massima popolarità e diffusione verso la fine della dinastia Qing, tra il XVI e il XVII secolo.
Verso la fine del XVIII secolo, ancor prima della comprensione delle idee occidentali di parità dei sessi, alcuni esponenti leader cinesi, iniziarono la loro lotta per i diritti femminili, inserendo tra i loro obiettivi anche la proibizione della fasciatura dei piedi. Il primo passo verso l'abolizione di questa usanza fu l'approvazione del decreto in cui si vietava la fasciatura dei piedi dei bambini. Nel 1928, ministro degli affari interni emanò un'ordinanza articolata in 16 paragrafi contro la fasciatura e costrinse tutte le prefetture a farla rispettare in modo scrupoloso.

## Caratteristiche

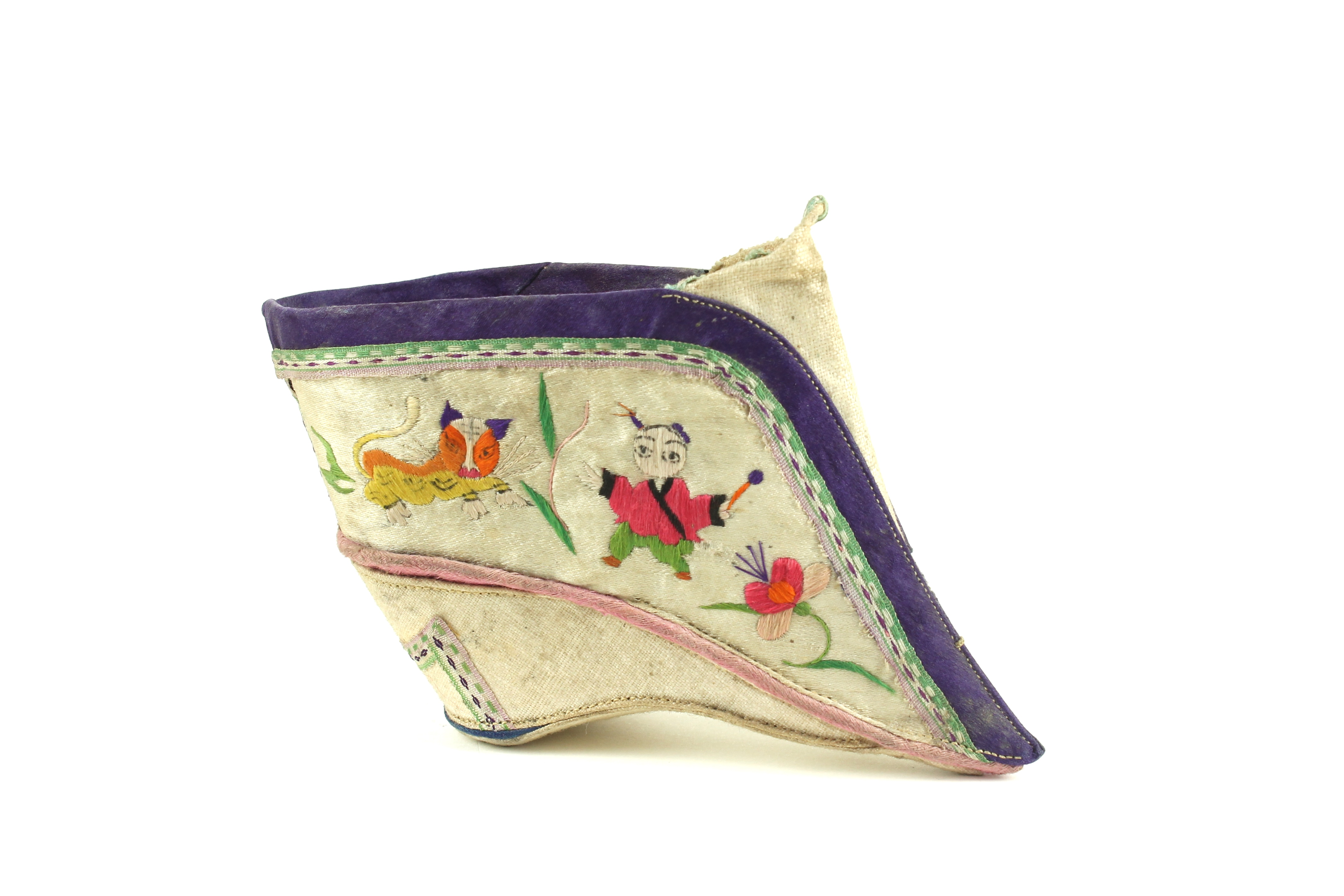
Scarpa di loto, XIX secolo

Le scarpe di loto tendono a non superare la lunghezza di dieci centimetri, adeguata alle misure dei piedi bendati, talmente piccole da potersi calzare in un palmo di una mano. La forma è conica, con l'intento di sembrare un bocciolo di loto. Venivano fabbricate con cotone e seta. Trattandosi di scarpe indossate dalle donne aristocratiche sono spesso ricoperte di tessuti e ricami delicati, che ne fanno calzature da cerimonia o comunque non adatte al lavoro. Tali ricami potevano riprendere immagini di animali o fiori, avvolgendo l'intera scarpa.